# Pipiolu
Su pipiolu o solittu è un aerofono a fessura interna, a imboccatura indiretta: è uno zufolo di canna. Diffuso in tutta la Sardegna, questo è chiamato in diversi modi a seconda delle zone in cui è comunemente diffuso:  pipiolu o pipiriolu in Logudoro, in uso anche nel Campidano di Cagliari; su sulittu in Marmilla e su pipaiolu in Barbagia. Ognuno di essi presenta caratteristiche differenti per realizzazione, estetica e tonalità. Si dice su solittu ad Atzara.
(Giovanni Dore, Gli strumenti della musica popolare della Sardegna, 1976)
 Viene chiamato su solittu ad Atzara.

## Su pipiolu o pipiriolu del Logudoro
Solitamente è costruito con un unico pezzo di canna con una lunghezza che varia da un minimo di 15cm ad un massimo di 22cm circa. 
Il corpo dello strumento presenta un nodo a circa metà della sua lunghezza e consta di quattro fori per le dita, di cui tre anteriori e uno posteriore collocato al di sopra del nodo con funzione di registro. 
L'apertura rettangolare è posta invece vicina all'imboccatura, nell'estrimità superiore dello strumento. 
Nel Campidano su pipiolu (detto anche sulitu) presenta un diametro maggiore e un'angolatura del becco meno pronunciata.
Lo strumento produce diatonici di semitono, tono, tono, semitono la cui tonica si trova un semitono sopra la nota più grave.

## Su sulittu della Marmilla
Su sulittu ha una lunghezza leggermente differente, da un minimo di 15cm ad un massimo di 30cm, con un diametro praticamente identico a su pipiolu. Anch'esso presenta un nodo a circa due terzi della sua lunghezza.
Ciò che lo caratterizza è la presenza di quattro fori nella parte anteriore, uno al di sopra del nodo e vicino al foro rettangolare. Il quinto foro invece è presente nella facciata posteriore al di sotto del nodo. La tonica che indica il taglio dello strumento è dettata dall'apertura del primo foro sul corpo e presenta una nota in più acuta rispetto a quello del Logudoro.
Per quanto riguarda le sue tonalità, questo produce la successione di intervalli diatonici ascendenti di semitono, tono, tono, semitono, tono.

## Su pipaiolu della Barbagia
Tra i tre flauti, quest'ultimo si differenzia nettamente per caratteristiche organologiche: è privo di un foro posteriore; presenta quattro fori praticati nella parte anteriore; il nodo, aperto, è posto nell'estremità inferiore della canna.
La stessa inclinazione del becco risulta essere minore rispetto a su pipiolu e a su sulittu con all'imboccatura una zeppa non di legno ma di sughero. 
Partendo dalla nota più grave, la sensibile (che si ottiene tappando tutti i fori) possono essere prodotte tonalità con successione intervallare di semitono, tono, tono e tono e mezzo.

## Lavorazione e decorazione
Per costruire questo strumento è necessario utilizzare una classica canna comune adeguatamente stagionata.
Nel caso di raccolta, fatta prevalentemente in inverno quando la pianta è a riposo e non contiene una grossa quantità di acqua, bisogna farla stagionare almeno un paio d'anni. 
Solitamente si sceglie di tagliare la canna partendo dal basso, dal terzo nodo, in quanto risulta essere la parte più spessa e resistente.
Per quanto riguarda la zeppa, nel caso in cui questa sia di legno, si prevede che sia stagionato, mentre se fatta in sughero è necessario che questo sia ben compatto e della migliore qualità.
La canna viene finemente decorata, in base a quella che è la fantasia dello stesso costruttore, una volta che è stata attentamente levigata in toto. Si può passare da un semplice intaglio alla pirografia, alla pittura ad olio, e in alcuni casi anche al rivestimento dello strumento attraverso la pelle di biscia d'acqua.

## Curiosità
Nei flauti sardi, il foro praticato nella facciata posteriore non ha funzione di portavoce, cioè non favorisce l'emissione degli armonici. Si tratta di un foro reale che va a modificare la colonna d'aria vibrante. La tonica si ottiene quando si pratica il prima foro.